# إدانة النساء في أستراليا
كانت النساء المُدانات في أستراليا سجينات بريطانيات أرسلتهن الحكومة بشكل متزايد خلال فترة النقل التي استمرت بين عامي (1787 – 1768) لتطوير الموقع التأديبي في نيو ساوث ويلز (ولاية أسترالية حاليًا) ليصبح مستعمرة قابلة للحياة.
واجهت هذه النساء عقبات كبيرة أمام نيلهن الحرية واليُسر والاحترام. كان يتم تشغليهنّ في المعامل (شبيهة بإصلاحية الأحداث) إلا أنهن غالبًا ما اضطررن للبحث عن سكنهنّ الخاص، وكنّ تحت ضغط شديد لدفع ثمنه عبر تقديم خدمات جنسية. وبهذا النحو، اعتبرت كل النساء المدانات عاهرات. إلا أنه سوء فهم شائع اعتبارهن مدانات أصلًا بالبغاء، ولم تكن جريمة قابلة للنقل.

## خلفية
نظرًا للاعتماد على التصنيع ونمو الأحياء الفقيرة، إضافة لحالة البطالة التي واجهها كلٌّ من البحّارة والجنود في أعقاب حرب الاستقلال الأمريكية، عانت إنجلترا من ارتفاع مستوى الجريمة نحو ثمانينيات القرن الثامن عشر. كانت السجون مكتظة؛ لم تكن هناك أي محاولة لفصل السجناء بناءً على التهمة أو العمر أو الجنس.
وردًا على ارتفاع مستوى الجريمة، بدأت الحكومة البريطانية بتطبيق عقوبات شديدة القسوة مثل الإعدام شنقًا أمام مرأى العامّة أو النّفي خلال القرنين الثامن عشر والتاسع عشر، نُقل الكثير من المساجين إلى أستراليا لقضاء عقوبتهم هناك، نسبة صغيرة منهم كنّ من النساء (بين عامي 1788 - 1852)، فاق عدد الرجال المدانين النساء منهم بستة أضعاف. تراوحت السناء المُدانات بين بنات صغار ونساء عجائز، إلا أن معظمهن كنّ في سن العشرين أو الثلاثين. دعت الحكومة البريطانية لإرسال المزيد من النساء «في سن للزواج» إلى أستراليا لتعزيز تنمية أسر المحكومين الطلقاء والمستوطنين الجدد.
بغض النظر عن الاعتقاد القائل بأن النساء المدانات خلال فترة النقل كنّ عاهرات، لم تُنقل أي امرأة بناءً على ذلك الأساس. كانت النساء المدانات يرسلن إلى أستراليا بناءً على ما يُعتبر اليوم جُنحة صغيرة (مثل سرقة شيء بسيط)، بعضهن لم يتلقين عقوبة لأكثر من سبع سنوات. كثيرًا ما كانت النساء يلجأن إلى البغاء بُعيد وصولهن إلى أستراليا كوسيلة للبقاء، إذ غالبًا ما اضطررن لإيجاد مسكن وفراش وشراء ملابس لوحدهن.

## العائلة والزواج
شجعت الحكومة على الزواج وإنشاء الأسر بين المُدانين من الرجال والنساء نظرًا لنيتها في تطوير مستعمرة حرّة. هدفت الحكومة البريطانية إلى تأسيس مستعمرة في أستراليا بدلًا من الإبقاء عليها كمنطقة تأديبية. ذلك ما دعا الحكومة إلى إرسال مزيد من النساء إلى أستراليا كوسيلة لبناء شعب من السكان الأصليين. فور وصول المراكب التي تحمل النساء، كان المستعمرون يحتشدون قرب حوض السفينة يساومون عليهنّ كخدم. كان الاختيار الأول للضباط رفيعي المستوى. اتُّخذت بعض النساء كعشيقات، بينما اتُّخذ بعضهن الآخر كخادمات. لم تكن هناك أي قيود قانونية تجاه تلك التعيينات، لذا كان باستطاعة المستوطن طرد المرأة لديه بحريته. عندما كان يحدث ذلك، لجأت فرقة من النساء إلى البغاء بهدف إطعام أنفسهن وإيجاد مسكن لائق.
كان للمدانين من الرجال فرصة اختيار زوجة من معامل النساء عبر نظام يُدعى «خُطوبة المُدان». يذهب المدانون من الرجال إلى المصانع التي تعمل فيها النساء ليتفحصوهم عن قرب، وتقف النساء في صف منتظم إزاء تلك المناسبة. في حال رأى الرجل امرأة تعجبه، يقوم بفعل حركة تدل على وقع اختياره عليها. كانت معظم النساء تقبل ذلك العرض. وصفت تلك العملية غالبًا بكونها شبيهة بعملية اختيار العبيد.
صنّف الكاهن صموئيل مارسدن النساء المدانات بكونهن إما متزوجات أو عاهرات. في حال قامت امرأة بالقيام بعلاقة خارج إطار الزوجية، اعتبرها مارسدن عاهرة. عاش العديد من الأزواج مع بعضهم بالمساكنة وبدون تعدد في العلاقات رغم كونهم غير متزوجين رسميًا، إلا أن تلك النساء سُجلن على كونهن عاهرات. كانت إدانة النساء بمثابة وصمة عارٍ لا يستطعن التخلص منها لاختلافها عن مُثُل المرأة البريطانية؛ بكونها فاضلة ومهذبة وسيدة منزل.